# Carmine Della Sala
Carmine Della Sala (Atripalda, 7 maggio 1927 – Pontelagoscuro, 11 gennaio 1973) è stato un militare italiano, appuntato dei Carabinieri, insignito di Medaglia d'oro al valor militare alla memoria.

## Biografia
Nacque ad Atripalda (Provincia di Avellino) il 7 maggio 1927, e in giovane età si arruolò nell'Arma dei Carabinieri. La sua prima destinazione fu in Toscana, precisamente la stazione di Serravalle di Bibbiena (Arezzo) dove conobbe la futura moglie Anna. Trasferito dapprima a Sasso Pisano, successivamente fu mandato a Pontelagoscuro, frazione della città di Ferrara. L'11 gennaio del 1973, mentre si trovava in servizio con un collega più giovane, i due entrarono nella scuola elementare del paese, posta nelle vicinanze di una banca. Notata una macchina ferma con il motore acceso davanti alla banca, egli mandò il collega più giovane a chiedere rinforzi presso la vicina caserma, e uscito dalla scuola si avviò a piedi verso la banca. Una volta entrato fu subito ferito da un colpo di pistola sparato da uno dei rapinatori, e avvinghiatosi ad un altro fu trascinato all'interno della macchina dove fu ucciso. Datisi alla fuga gli assassini scaraventarono il suo corpo fuori dall'automobile alcune centinaia di metri più in là. Per il coraggio dimostrato in questo frangente fu decretata la concessione della Medaglia d'oro al valor militare alla memoria. La salma fu tumulata nel piccolo cimitero di Serravalle (Bibbiena), paese in cui lui sognava di ritirarsi una volta raggiunta l'età pensionabile.

## Riconoscimenti
Per ricordarne la figura gli sono state intitolate le Scuole elementari di Pontelagoscuro, una via di Ferrara ed il relativo Comando Provinciale dei Carabinieri e la caserma dei carabinieri di Arezzo.
Gli fu intitolato il 190º Corso Allievi Carabinieri ausiliari di Fossano nel dicembre del 1994.

### Annotazioni
1. ↑  Dal matrimonio nacquero tre figli, Roberto, Paolo ed Antonella.
2. ↑  Alla rapina assistette il figlio Roberto, che si trovava in classe, e che poche ore dopo fu informato della tragica morte del padre.
3. ↑  Il suo assassino, Roberto Masetti detto “il fiorentino”, originario di Campi Bisenzio, fu in seguito condannato all'ergastolo.

### Fonti
1. 1 2 3 4  Messa e Lapide in memoria di Carmine Della Sala, in La Nuova Ferrara, 11 gennaio 2015.
2. 1 2 3 4  Goberti 2013, p. 14.
3. 1 2  Istituto del Nastro Azzurro n.6, novembre-dicembre 2009, p. 40.
4. ↑   Quirinale.it. URL consultato il 15 marzo 2016.
5. ↑   Carabinieri.it. URL consultato il 15 marzo 2016.

### Periodici
- Margherita Goberti, Della Sala, il ricordo di un eroe, in La Nuova Ferrara, Ferrara, 13,  p. 14.
- Cronache dalle Federazioni, in Il Nastro Azzurro, n. 6, Roma, Istituto del Nastro Azzurro, novembre-dicembre 2009,  p. 40.